# Onitis shoensis
Onitis shoensis là một loài bọ cánh cứng trong họ Bọ hung (Scarabaeidae).